# Juan Eugenio Hartzenbusch
Juan Eugenio Hartzenbusch (Madrid, 6 de setembre de 1806 - Madrid, 2 d'agost de 1880), escriptor, dramaturg, poeta, filòleg i crític espanyol, un dels més destacats representants del drama romàntic a Espanya. És conegut principalment per la seua obra Los amantes de Teruel (1837).

## Biografia
Fill d'una espanyola i un ebenista alemany arruïnat per la Guerra de la Independència, va quedar orfe de mare quan només tenia dos anys i va viure amb son pare i germà durant uns anys a Valparaíso de Abajo, poble de Conca. L'any 1815 la família va tornar a Madrid; ací el pare va crear un nou taller d'ebenisteria. Juan Eugenio es va preparar per a prendre els hàbits estudiant amb els jesuïtes en el Col·legi de Sant Isidre (1818-1822), aprenent llatí, francès i humanitats, però, al no demostrar vocació religiosa, va preferir continuar amb l'activitat del pare. Es conta que usava els seus minsos estalvis per a comprar llibres i assistir al teatre. Per malaltia del pare i confiscació dels seus béns arran de la seua participació en els successos del Trienni Liberal (1820-1823), el xicot va haver de treballar en tallers aliens, aconseguint per un esforç admirable de la seua voluntat obrir-se pas a una educació superior i triomfar en una societat tancada a tals miracles. Es va casar molt jove (1820) amb María Morgue, que va morir molt prompte, i va tornar a contraure matrimoni amb Salvadora Hiriart. Va traduir obres franceses de Molière, Voltaire i Alexandre Dumas i des de l'any 1827 va refondre comèdies del Segle d'Or, com per exemple El amo criado, original de Francisco de Rojas Zorrilla estrenada l'any 1829, o Las hijas de Gracián Ramírez (1831), a partir de La restauración de Madrid de Manuel Fermín de Laviano i que, sota comanda d'un empresari, va ser un rotund fracàs.
L'any 1830 va aprendre estenografia, i el 1834 es va sumar a la plantilla del periòdic Gaceta de Madrid; el 1837 va esdevenir en taquígraf del Diari de Sessions del Congrés i el 19 de gener d'aquest mateix any va estrenar amb enorme èxit en el Teatro del Príncipe el seu drama Los amantes de Teruel, amb el qual es va donar a conèixer. Va revisar el text d'aquesta obra en diverses ocasions; l'edició definitiva pot considerar-se la publicada el 1849, reduïda de cinc actes a quatre i amb un romanticisme menys exaltat. Des d'aquesta estrena va ser reconegut com un dels millors autors romàntics. Va ser president del Consell de Teatres (1852). Va ser nomenat director de l'Escola Normal (1854) i va treballar com a oficial primer a partir de 1844 a la Biblioteca Nacional de Madrid, on va ascendir fins a ser-ne nomenat director (1862-1876).
L'any 1847 va ingressar en la Reial Acadèmia Espanyola amb el número d'orde 179 i va ocupar la butaca "ela minúscula", sent el primer que va ocupar aquesta lletra i butaca, perquè aquest mateix any es van ampliar les places a trenta-sis i es va optar per adjudicar butaques a les dotze primeres lletres minúscules. El seu discurs d'ingrés va versar sobre el dramaturg Juan Ruiz de Alarcón. Va col·laborar també en l'edició de la Biblioteca d'Autors Espanyols de Manuel Rivadeneyra encarregant-se de prologar i corregir el text de les obres de Lope de Vega i Calderón de la Barca, i dirigint l'edició del Teatro escogido de Tirso de Molina. També va realitzar una edició del Don Quixot i va deixar preparades les notes per a una segona. Va morir gaudint de la general estima dels seus conciutadans a Madrid, 1880.
Els seus contemporanis van destacar en ell el seu caràcter metòdic i disciplinat i els seus costums senzills; no assistia a les seues estrenes i, tot i ser formal, mai no va ser adust ni sever. Algunes vegades es va mostrar vehement al defensar els seus principis en disputes i controvèrsies. Posseïa una memòria portentosa, poblada de clàssics del Segle d'Or, i era d'ideologia liberal, per la qual cosa fins i tot va ser milicià nacional malgrat la seua dèbil constitució.

## Obra
El coneixement de la poesia germànica el va impulsar a buscar la concisió i el sentit moral i filosòfic més que la brillantor i l'harmonia. Va ser un excel·lent traductor de poemes italians i alemanys: dominava aquests idiomes a més l'anglès i el francès.
Los amantes de Teruel (1837) és un drama romàntic en prosa i vers i s'inspira en una falsa llegenda de Terol, que prové en realitat del Decameró de Giovanni Boccaccio. El tema va aparèixer per primera vegada en El peregrino curioso, de Bartolomé de Villalba y Estaña (1577) i figura en el poema Florando de Castilla del llicenciat Jerónimo de Huerta; es va amplificar en Los amantes de Teruel de Juan Yagüe de Salas i després va ser portada a l'escena per Andrés Rey de Artieda, Tirso de Molina i Juan Pérez de Montalbán. Hartzenbusch va revisar la seua peça tres vegades desitjant arribar a la possible perfecció.
Narra com el cavaller pobre Diego Marsilla, enamorat d'Isabel de Segura, obté dels pares d'ella el termini de sis anys per a aconseguir fortuna i poder-se casar amb la seua filla. Part a lluitar a Síria contra els infidels i torna ric, però a la seua tornada és fet presoner pels moros de València; enamorada d'ell la sultana Zulima i veient-se menyspreada, marxa a Terol per a venjar-se. Mentrestant El senyor Rogrigo d'Azagra, poderós pretendent d'Isabel, tracta de casar-se aviat amb ella utilitzant com a xantatge unes cartes comprometedores per a la mare d'Isabel; s'acorda al fi el matrimoni entre Isabel i Azagra, però Diego aconsegueix al fi la llibertat i corre a Terol. En les proximitats de la vila, uns bandolers convinguts amb Zulima el detenen mentre se celebra la cerimònia religiosa del casament entre Isabel i Azagra. Finalment aconsegueix arribar a Terol i es presenta davant de la seua promesa, la qual, per tal d'allunyar-lo, li diu que ja no l'estima; Marsilla mor a efectes de tan rude colp i Isabel, desplomant-se sobre el seu cadàver, expira també.
Hartzenbusch va escriure a més els drames Doña Mencía (1839), un drama molt original sobre la Inquisició; Alfonso el Casto (1841); La jura de Santa Gadea (1845), on el personatge del Cid apareix tendre i sensible sense perdre per això la seua part d'heroi; La madre de Pelayo (1846) i La luz de la raza (1852).
També va conrear la comèdia de màgia, amb obres com La redoma encantada(1839) o la famosíssima en la seua època Los polvos de la madre Celestina (1840). Va escriure també Faules (1843), algunes d'elles versions de faulistes alemanys com T. Conrad Pfeffel, Christian Gellert, Fiedrich Von Hagedorn, Gotthold Ephraim Lessing i altres anglesos desconeguts a Espanya, altres extretes de la col·lecció francesa Fablier de la jeunesse (1801), altres inspirades en escriptors clàssics del Segle d'Or, com Mateo Alemán, Lope de Vega i Calderón, i altres completament originals (per exemple, Las indirectas del padre Cobos), així com articles de costums. En les faules no escasseja la crítica social.
Entre els seus sainets en prosa destaquen La visionaria (1840), La coja y el encogido (1842) i Juan de Viñas (1844). Va editar clàssics espanyols: Miguel de Cervantes, (Tirso de Molina, Lope de Vega, Juan Ruiz de Alarcón i Calderón), amb pròlegs i notes i, generalment, molt encertades correccions textuals. Les seues idees sobre ecdòtica i crítica textual van estar molt per damunt de les dels seus contemporanis i les va exercir en les seues edicions i en particular en una de Don Quixot de la Manxa i en un gran nombre de correccions textuals a aquesta obra que va deixar inèdites i van ser publicades pòstumament. Va col·laborar en els 34 volums de l'Enciclopèdia moderna. Diccionari universal de literatura, Ciències, arts, agricultura, indústria i comerç publicada a Madrid (1851-1855) per Francisco de Paula Mellado supervisant la traducció i corregint, ampliant i adaptant els autors dramàtics.